# Alain Moineau
Alain Moineau, född 15 maj 1928 i Clichy, död 20 oktober 1986 i Marseille, var en fransk tävlingscyklist.
Moineau blev olympisk bronsmedaljör i linjeloppet vid sommarspelen 1948 i London.